# 韋爾卡姆冰原島峰
79°6′S 85°54′W / 79.100°S 85.900°W
韋爾卡姆冰原島峰是南極洲的冰原島峰，位於埃爾斯沃思地，屬於埃爾斯沃思山脈中赫里蒂奇嶺的一部分，現時由南極條約體系管理。